# Vincenzo Ruggero Manca
Vincenzo Ruggero Manca (Carmiano, 7 giugno 1934) è un militare e politico italiano.